# Bakmil (Metro de Bakú)
Bakmil es una estación del Metro de Bakú. Se inauguró el 28 de marzo de 1979.